# Big Jack Johnson

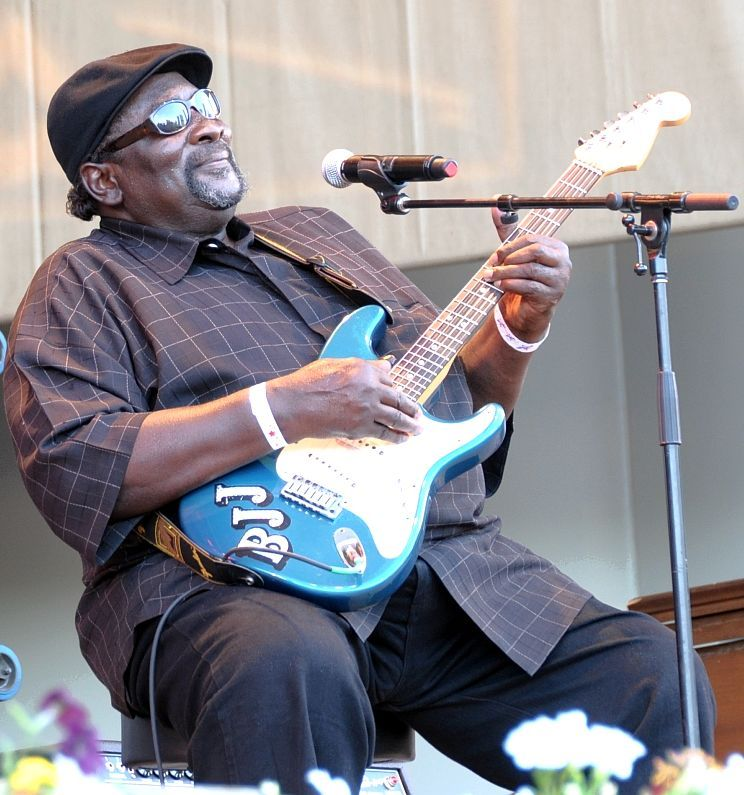
Big Jack Johnson (2009)

Big Jack Johnson (* 30. Juli 1940 in Lambert (Mississippi); † 14. März 2011 in Memphis (Tennessee)) war ein afroamerikanischer Bluesmusiker und Songwriter. Bekannt ist er als Gitarrist und Sänger, aber er spielte auch Bass und Mandoline. Seinen Spitznamen „Oil Man“ bekam er, weil das Heizölausfahren sein Broterwerb war.

## Leben
Johnson begann seine musikalische Karriere mit 13 Jahren als Gitarrist bei seinem Vater, einem Blues- und Country-Musiker. Mit 18 Jahren wechselte er zur elektrischen Gitarre. Ab 1962 trat er mit Frank Frost und Sam Carr als Trio auf, zunächst als „The Nighthawks“, später als „The Jelly Roll Kings“. 1979 erschien ihr Album Rockinʼ the Juke Joint Down, Johnsons erste Aufnahmen als Sänger. 1987 löste sich das Trio auf. 1997 kamen sie noch einmal zusammen, um das Album Off Yonder Wall aufzunehmen. Beide Alben waren für Handy Awards nominiert.
1987 veröffentlichte Johnson sein erstes Soloalbum The Oil Man; insbesondere seine Version des Catfish Blues gilt als herausragend. Für sein Album The Memphis Bar-B-Que Sessions von 2002 – aufgenommen mit Blueskollegen wie Pinetop Perkins und Kim Wilson – bekam Johnson den Handy Award in der Kategorie „Acustic Blues Album of the Year“. Im Laufe seiner Karriere wurde Johnson vielfach ausgezeichnet.
Big Jack Johnson starb 2011 im Alter von 70 Jahren nach längerer Krankheit.

## Diskografie
Solo:
- 1987: The Oil Man (Earwig)
- 1991: Daddy, When Is Mama Comin' Home (Earwig)
- 1996: We Got to Stop This Killing (MC Records)
- 1997: Live in Chicago (Earwig; aufgenommen 1994–95)
- 1998: All the Way Back (MC Records)
- 2000: Roots Stew (MC Records)
- 2002: The Memphis Bar-B-Que Sessions
- 2007: Juke Joint Saturday Night
- 2008: Katrina

Mit den Jelly Roll Kings:
- 1979: Rockinʼ the Juke Joint Down (Earwig)
- 1997: Off Yonder Wall (Fat Possum)

Mit Frank Frost:
- 1962: Hey Boss Man! – Frank Frost and the Nighthawks
- 1990: Jelly Roll King (Charly Blues)

Mit anderen:
- 1992: Portrait – Lonnie Shields (Rooster Blues)
- 2000: Blues Advice – Ernie Hawkins (Orchard)
- 2005: I Watched The Devil Die – Chris Cotton (Yellow Dog)
- 2004: Lonesome Plowboy – Nate Myers (MercAce13)

Kompilationen:
- 1992: Blue Yule: Christmas Blues and R&B Classics (Rhino)
- 1994: Sun Records Collection (Rhino)
- 1995: Blues Fest: Modern Blues of the ‘80s (Rhino)
- 1995: Earwig 16th Anniversary Sampler (Earwig)
- 1997: Mucho Mojo: Best of Fat Possum (Fat Possum)
- 1998: Defiance Blues (A&M)
- 1998: River Song: A Musical Journey Down the Mississippi (Smithsonian Folkways)
- 1999: Earwig 20th Anniversary Collection (Earwig)
- 2000: Road Trip Blues (House of Blues)
- 2000: Rooster Blues Records: 1980-2000 Sampler
- 2001: The Handy Award Nominees, Volume 1 (Music Blitz)
- 2003: Best of MC Records 1996-2002 (MC Records)

## Filmografie
Auftritte:
- 1991: Juke Joint Saturday Night: Live From Margaret’s Blues Diamond Lounge
- 1991: Deep Blues: A Musical Pilgrimage to the Crossroads
- 2003: The Living Blues (Fernsehdokumentation)

Soundtrack (Beiträge):
- 2006: Black Snake Moan
- 2007: Reservation Road (deutsch: Ein einziger Augenblick)